# Nicke & Mojje
Nicke & Mojje var ett barnprogram med Niclas Wahlgren och Morgan "Mojje" Johansson som originalvisades på TV4 2000-2001 och repriserades 2006. Det handlade om två stycken så kallade "barnväktare" som hjälper barn i nöd. Till detta program gav de också ut låtar som sedan släpptes på cd-skivor. De hade en speciell hälsning; tjabba tjena hallå. När programserien tog slut ersattes Mojje Johansson med Niclas Wahlgrens syster Pernilla Wahlgren i den efterföljande tv-serien Nicke & Nilla.